# Bungotakada
Bungotakada (jap. 豊後高田市 Bungotakada-shi) – miasto w Japonii, w prefekturze Ōita, w północnej części wyspy Kiusiu.
Miasto zostało założone 31 maja 1954 roku. 31 marca 2005 roku miasteczka Kakaji i Matama, oba z powiatu Nishikunisaki, zostały włączone do miasta.

## Rolnictwo
Bungotakada znane jest z upraw negi – czosnku dętego.

## Populacja
Zmiany w populacji Bungotakada w latach 1970–2015:
| Rok  | Populacja |
| ---- | --------- |
| 1970 | 33 561    |
| 1975 | 31 527    |
| 1980 | 30 705    |
| 1985 | 29 812    |
| 1990 | 28 798    |
| 1995 | 27 337    |
| 2000 | 26 206    |
| 2005 | 25 114    |
| 2010 | 23 906    |
| 2015 | 22 868    |